# Hülchrath
Hülchrath is een stadsdeel van de Duitse gemeente Grevenbroich, en telt 717 inwoners (2006).
De burcht van Hülchrath heeft in het verleden een belangrijke rol gespeeld in de streekgeschiedenis.

## Geboren
- Hermann-Josef Stübben (1845), architect en stedenbouwkundige

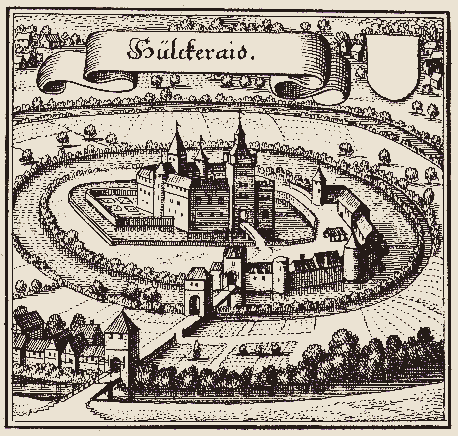
Oude gravure van Hülchrath